# حزقيال فيسنتي هيريرا
حزقيال فيسنتي هيريرا (بالإسبانية: Juan Vicente Herrera Campo)‏ هو سياسي إسباني، ولد في 23 يناير 1956 في برغش في إسبانيا. حزبياً، نشط في حزب الشعب. وقد انتخب  (5 أكتوبر 2002 – 1 أبريل 2017) وانتخب Member of the Cortes of Castile and León ‏ عن دائرة Burgos (Cortes of Castile and León constituency) ‏ (26 مايو 1995 – ) وانتخب President of the Regional Government of Castile and León ‏ (19 مارس 2001 – ).